# Thymelicus
Thymelicus is een geslacht van dagvlinders uit de familie van de dikkopjes (Hesperiidae).

## Soorten
- Thymelicus acteon (Rottemburg, 1775) - Dwergdikkopje
- Thymelicus alaica (Filipjev, 1931)
- Thymelicus christi Rebel, 1894
- Thymelicus hamza (Oberthür, 1876)  - Barbarijs dwergdikkopje
- Thymelicus hyrax (Lederer, 1861) - Turks geelsprietdikkopje
- Thymelicus leonina (Butler, 1878)
- Thymelicus lineola (Ochsenheimer, 1808) - Zwartsprietdikkopje
- Thymelicus nervulata (Mabille, 1876)
- Thymelicus novus (Reverdin, 1916)
- Thymelicus stigma Staudinger, 1886
- Thymelicus sylvatica (Bremer, 1861)
- Thymelicus sylvestris (Poda, 1761) - Geelsprietdikkopje